# 경주 헌안왕릉
경주 헌안왕릉(慶州 憲安王陵)은 대한민국 경상북도 경주시 서악동에 있는 신라 47대 헌안왕(재위 857∼861)의 무덤이다. 1969년 8월 27일 대한민국의 사적 제179호 '신라헌안왕릉'로 지정되었다가, 2011년 7월 28일 '경주 헌안왕릉'으로 명칭이 변경되었다.

## 개요
신라 47대 헌안왕(재위 857∼861)의 무덤이다.
헌안왕은 본명이 김의정으로, 45대 신무왕의 이복동생이다. 재위기간 동안 특별한 치적은 없으나 제방을 수리하는 등 농사를 장려하는데 힘썼다. 『삼국사기』에 의하면 861년 1월에 왕이 죽자 시호를 헌안(憲安)이라 하고 공작지(孔雀趾)에 장사지냈다고 하였으나 공작지의 위치는 알 수 없다.
무덤의 형태는 가장 단순한 형식의 무덤으로 높이 4.3m, 지름 15.3m의 원형 봉토분이다. 밑둘레에는 자연석을 이용하여 둘레돌을 둘렀으나, 현재 몇 개만이 남아 있다. 내부는 굴식돌방무덤(횡혈식석실묘)으로 추정된다.

## 같이 보기
- 헌안왕

## 참고 자료
- 경주 헌안왕릉 - 국가유산청 국가유산포털